# Leichter Panzerspähwagen

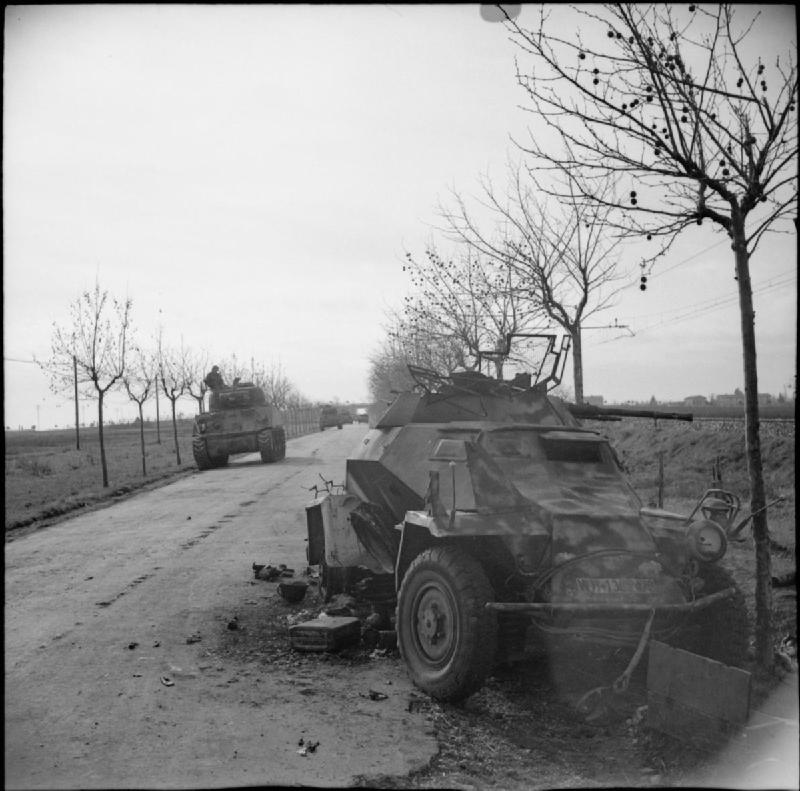
V boji vyřazený Sd.Kfz. 222

Pojem Leichter Panzerspähwagen (zhruba „lehké obrněné průzkumné vozidlo“) označuje sérii obrněných vozidel 4x4, vyráběných Třetí říší od roku 1935 až 1944.
Vyvinuta byla fabrikou Eisenwerk Weserhütte v Bad Oeynhausen. Karoserie vyráběla továrna Auto Union ve Zwickau a montáž prováděly firmy F. Schichau v Elbingu a Maschinenfabrik Niedersachsen v Hannoveru.
Vozidla používala standardní karoserie sPkw I Horch 801 se šikmým pancéřováním a věží.
Benzínový motor Horch 3.5 vyvinul výkon 90 k (67 kW); po silnici vozidla dosahovala rychlosti 80 km/h a v terénu 40 km/h. Největší dojezd byl 300 km.

## Pancéřování
Ve předu a na boku bylo ocelové a silné 8 mm; tenčími 5 mm pláty byl vůz chráněn nahoře, vzadu a vespod. Odlévané průzory byly později nahrazeny výřezávanými do pancíře. Otevřená věž byla vybavena spletí sítí proti granátům.

## Varianty

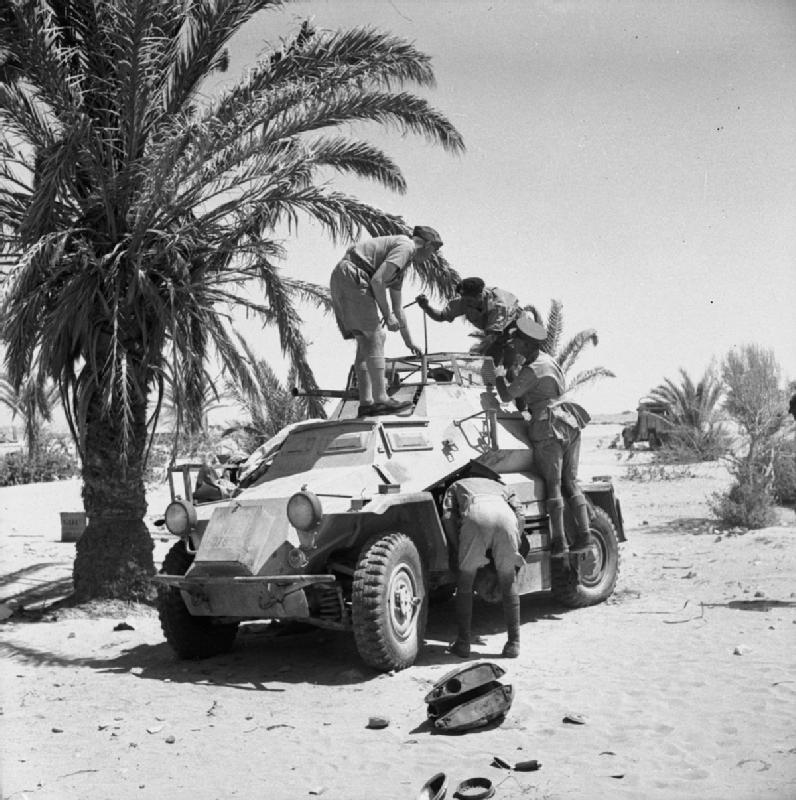
SdKfz 222 v severní Africe, 1941

### SdKfz. 221
Základní model a první vyráběná série byla postavena s normalizovanou kostrou pro vojenské použití. Vozy Sdkfz. 221 byly vyzbrojeny jedním kulometem MG 13 ráže 7,92 mm (od roku 1938 nahrazeny MG34) a měly dvoučlennou posádku. Pancíř byl původně 8mm silný, ale později byl zesílen na 14,5mm. Druhou variantou vozidla s tímtéž označením byla verze s 2,8cm sPz.B.41 určená k likvidaci méně pancéřované techniky a podpoře pěchoty.

### SdKfz. 222
Tyto vozy byly ozbrojeny kanonem 2 cm KwK 30 L/55 (od roku 1942 přezbrojeny KwK 38, stejné ráže ale střílející rychleji) a kulometem MG34 ráže 7,92 mm.
Třetí člen posádky byl střelec, který ulehčil práci veliteli.

### SdKfz. 223
Šlo o rádiový vůz, vyzbrojený, stejně jako SdKfz. 221, kulometem MG34 ráže 7,92 mm. Posádku tvořila speciální obsluha rádia; přes celý vůz byla anténa, která vypadala jako kostra postele.
Těchto vozů se vyrobilo přes 500 ks.